# Luxemburg op de Olympische Jeugdzomerspelen 2010
Luxemburg nam deel aan de Olympische Jeugdzomerspelen 2010 in Singapore, de eerste editie van de Olympische Jeugdspelen.

## Deelnemers en resultaten
(m) = mannen, (v) = vrouwen 

### Atletiek
| Olympiër          | Discipline      | Resultaat | Prestatie |
| ----------------- | --------------- | --------- | --- |
| Frederique Hansen | 400 m (v)       | 12e       | 1R serie 4: 56,34 (4e) B-finale: 56,35 (4e)                                                                        |
| Noemie Pleimling  | speerwerpen (v) | 10e       | kwalificatie: 42,20 m (11e) (39,60 - 42,22 - 42,20 - 41,07) B-finale: 46,20 m (2e) (40,84 - 46,20 - 45,64 - 43,42) |

### Zwemmen
| Olympiër            | Discipline       | Resultaat | Prestatie                                                                |
| ------------------- | ---------------- | --------- | ------------------------------------------------------------------------ |
| Raphael Stacchiotti | 50 m vrij (m)    | 17e       | 1R serie 7: 23,98 (6e)                                                   |
| Raphael Stacchiotti | 100 m vrij (m)   | 12e       | 1R serie 5: 51,74 (3e) HF serie 1: 51,67 (7e)                            |
| Raphael Stacchiotti | 200 m vrij (m)   | 22e       | 1R serie 4: 1.55,23 (7e)                                                 |
| Raphael Stacchiotti | 100 m rug (m)    | 13e       | 1R serie 2: 58,11 (4e; 14e tijd) HF serie 1: 57,66 (7e)                  |
| Raphael Stacchiotti | 200 m wissel (m) | 9e        | 1R serie 4: 2.04,17 (4e)                                                 |
|                     |                  |           |                                                                          |
| Sarah Rolko         | 50 m vrij (v)    | 24e       | 1R serie 9: 27,45 (6e)                                                   |
| Sarah Rolko         | 100 m vrij (v)   | 32e       | 1R serie 4: 59,56 (5e)                                                   |
| Sarah Rolko         | 50 m rug (v)     | 6e        | 1R serie 2: 30,26 (2e; 7e tijd) HF serie 2: 30,35 (3e; 8e tijd) F: 30,17 |
| Sarah Rolko         | 100 m rug (v)    | 17e       | 1R serie 4: 1.05,38 (4e)                                                 |
| Sarah Rolko         | 200 m rug (v)    | 22e       | 1R serie 3: 2.21,98 (7e)                                                 |
| Aurelie Waltzing    | 100 m school (v) | 20e       | 1R serie 2: 1.14,11 (2e)                                                 |
| Aurelie Waltzing    | 200 m school (v) | 10e       | 1R serie 3: 2.37,19 (4e)                                                 |

Afghanistan · Albanië · Algerije · Amerikaanse Maagdeneilanden · Amerikaans-Samoa · Andorra · Angola · Antigua en Barbuda · Argentinië · Armenië · Aruba · Australië · Azerbeidzjan · Bahama's · Bahrein · Bangladesh · Barbados · België · Belize · Benin · Bermuda · Bhutan · Bolivia · Bosnië en Herzegovina · Botswana · Brazilië · Britse Maagdeneilanden · Brunei · Bulgarije · Burkina Faso · Burundi · Cambodja · Canada · Centraal-Afrikaanse Republiek · Chili · China · Chinees Taipei · Colombia · Comoren · Congo-Brazzaville · Congo-Kinshasa · Cookeilanden · Costa Rica · Cuba · Cyprus · Denemarken · Djibouti · Dominica · Dominicaanse Republiek · Duitsland · Ecuador · Egypte · El Salvador · Equatoriaal-Guinea · Eritrea · Estland · Ethiopië · Fiji · Filipijnen · Finland · Frankrijk · Gabon · Gambia · Georgië · Ghana · Grenada · Griekenland · Groot-Brittannië · Guam · Guatemala · Guinee · Guinee‑Bissau · Guyana · Haïti · Honduras · Hongarije · Hongkong · Ierland · IJsland · India · Indonesië · Irak · Iran · Israël · Italië · Ivoorkust · Jamaica · Japan · Jemen · Jordanië · Kaaimaneilanden · Kaapverdië · Kameroen · Kazachstan · Kenia · Kirgizië · Kiribati · Koeweit · Kroatië · Laos · Lesotho · Letland · Libanon · Liberia · Libië · Liechtenstein · Litouwen · Luxemburg · Macedonië · Madagaskar · Malawi · Malediven · Maleisië · Mali · Malta · Marshalleilanden · Marokko · Mauritanië · Mauritius · Mexico · Micronesië · Moldavië · Monaco · Mongolië · Montenegro · Mozambique · Myanmar · Namibië · Nauru · Nederland · Nederlandse Antillen · Nepal · Nicaragua · Nieuw-Zeeland · Niger · Nigeria · Noord-Korea · Noorwegen · Oeganda · Oekraïne · Oezbekistan · Oman · Oostenrijk · Oost‑Timor · Pakistan · Palau · Palestina · Panama · Papoea-Nieuw-Guinea · Paraguay · Peru · Polen · Portugal · Puerto Rico · Qatar · Roemenië · Rusland · Rwanda · Saint Kitts en Nevis · Saint Lucia · Saint Vincent en Grenadines · Salomonseilanden · Samoa · San Marino · Sao Tomé en Principe · Saoedi-Arabië · Senegal · Servië · Seychellen · Sierra Leone · Singapore · Slovenië · Slowakije · Soedan · Somalië · Spanje · Sri Lanka · Suriname · Swaziland · Syrië · Tadzjikistan · Tanzania · Thailand · Togo · Tonga · Trinidad en Tobago · Tsjaad · Tsjechië · Tunesië · Turkije · Turkmenistan · Tuvalu · Uruguay · Vanuatu · Venezuela · Verenigde Arabische Emiraten · Verenigde Staten · Vietnam · Wit-Rusland · Zambia · Zimbabwe · Zuid-Afrika · Zuid-Korea · Zweden · Zwitserland